# Bang Gang (une histoire d'amour moderne)
Pour les articles homonymes, voir Bang Gang.
Ne doit pas être confondu avec Gang bang.
Pour plus de détails, voir Fiche technique et Distribution.
Bang Gang (une histoire d'amour moderne) est un film français écrit et réalisé par Eva Husson, sorti en 2015.

## Synopsis
La jolie jeune fille de seize ans, George, est amoureuse d’Alex et, pour ce faire, se prépare à un jeu collectif : ses amis et elle découvrent les limites de leur sexualité en pleins faubourgs aisés de Biarritz.
Le film commence par un flashforward. On y voit Alex, un adolescent, déambuler dans une maison (qu'on apprendra être la sienne) où de nombreux adolescents sont présents pour une soirée à base de nudité, de jeux érotiques et de relations sexuelles débridées. 
Deux mois plus tôt, à Biarritz, plusieurs lycéens vivent leurs vies adolescentes. L'histoire se centre particulièrement sur George, une jolie blonde ; sa meilleure amie Laetitia ; son coup de cœur Alex ; Nikita, le meilleur ami de ce dernier ; et Gabriel, un garçon taciturne depuis le grave accident de son père. 
Après une dispute entre Laetitia et son père (qui lui reproche d'être rentrée trop tard d'une soirée), Alex invite Laetitia et George à passer l'après-midi chez lui en compagnie de Nikita, la maison étant vide (le père d'Alex a quitté sa femme et sa mère est au Maroc). Prétextant aller chercher à boire à la cuisine, Alex et George s'embrassent et finissent par coucher ensemble, sous les yeux de Laetitia et de Nikita, rentrés après un flirt pour s'abriter de la pluie. La relation entre Alex et George est cependant loin d'être idéale, Alex semblant être finalement peu intéressé. Ils finissent donc par rompre. Dans le même temps, Nikita vient provisoirement s'installer chez son ami, et de leur côté, Laetitia et George découvrent la passion pour la musique de Gabriel, qui semble éprouver des sentiments pour George. 
Peu après la rupture entre Alex et George, Laetitia apprend à cette dernière que son ex-petit ami organise une soirée chez lui, à laquelle les deux filles se rendent. Alors que George, Nikita et les autres invités restent en bas et s'amusent à base d'alcool, de drogue et d'images érotiques qui leur donnent bientôt des idées de jeux « osés », Laetitia offre sa virginité à Alex, qui filme la scène avec son téléphone portable. Furieuse de ce qu'elle considère comme une « trahison », George se dispute violemment avec sa meilleure amie, qui ne comprend pas pourquoi George s'emporte à ce point. De leur côté, Alex et Nikita créent, sur la plateforme Internet Play Time, une page nommée Bang Gang (le nom que George et Nikita ont attribué à ces soirées chez Alex). Sur cette page, protégée par mot de passe, les invités pourront consulter et déposer des photos et des vidéos des moments érotiques des soirées. Ces bang gang se font de plus en plus fréquents et attirent de plus en plus de monde : ce sont des soirées complètement décomplexées, où les adolescents boivent de l'alcool et consomment de la drogue à outrance, s'exposent dans la nudité la plus totale et, bien évidemment, ont des relations sexuelles les uns avec les autres (et sous les yeux des uns et des autres) sans la moindre gêne. George s'illustre particulièrement pendant ces soirées, offrant son corps à qui le désire en affirmant apporter « chaleur et bonheur » à ses partenaires. 
Seul Gabriel semble ne pas être intéressé par ces soirées. Comme il l'explique à Laetitia (qui semble attirée par lui), il n'est pas friand des « activités de groupe ». Lui préfère se consacrer à sa musique et à ses séances de beat style, sorte de danse endiablée, George l'ayant d'ailleurs entr'aperçu par une porte ouverte à l'une de ces séances. Cependant, après avoir reçu un SMS de Laetitia, il se rend finalement chez Alex, au milieu de la débauche de ses camarades de classe. George l'aperçoit et l'entraîne dans la chambre qui lui est « attitrée ». Gabriel semble plutôt réticent mais finit par céder, sensible aux charmes de George, et les deux font l'amour avant que Gabriel ne raccompagne George chez elle. Le lendemain, cependant, un coup de tonnerre éclate : une vidéo de George en pleins ébats a été diffusée, non sur Play Time mais sur YouTube, accessible à tous. George, désemparée, ne sait pas quoi faire, mais Gabriel lui rend visite et lui affirme qu'il va retrouver le responsable et lui faire retirer la vidéo, ce qu'il fait. 
Cependant, le mal est fait. D'autant plus qu'après une visite à l'infirmerie, George apprend qu'elle a attrapé la syphilis. Avec la vidéo publique et cette nouvelle information, l'administration du lycée est mise au courant de l'existence des bang gang. Tous les élèves sont ainsi invités à l'hôpital afin de suivre des tests de dépistage MST et de reconstituer leur historique sexuel. Gabriel, bien qu'il n'ait eu qu'une partenaire sexuelle (George) est atteint de blennoragie, ce qui lui vaut la réprobation de son père, qui critique le mode de vie dénué d'ambition et de hauteur des lycéens. George vit quant à elle une grave crise familiale, sa mère ayant décidé de l'envoyer en pension. Laetitia, qui déclare à l'hôpital être vierge, découvre qu'elle a non seulement attrapé la syphilis, mais qu'elle est également enceinte, ce qui l'oblige à se faire avorter. Les bang gang ont vécu, le lycée entier étant au courant de ces soirées débridées. 
À la fin du film, on découvre ainsi le sort des différents personnages. Nikita a quitté la maison d'Alex, qui est parti retrouver sa mère au Maroc. Laetitia, après son avortement, part en vacances d'été avec son père. Gabriel et George se sont quant à eux installés dans un petit appartement à Berlin et travaillent tous deux comme serveurs dans un restaurant. Le film se termine sur eux deux, nus dans leur appartement, en train de faire l'amour : après la folie des bang gang, ils ont à présent une relation stable.

## Fiche technique
- Titre original : Bang Gang (une histoire d'amour moderne)
- Titre international : Bang Gang (A Modern Love Story)
- Réalisation : Eva Husson
- Scénario : Eva Husson
- Décors : David Bersanetti
- Costumes : Julie Brones
- Photographie : Mattias Troelstrup
- Son : Olivier Le Vacon
- Montage : Émilie Orsini
- Musique : Morgan Kibby. La dernière séance de Bang Gang est accompagnée par Auf dem Wasser zu singen (« À chanter sur l'eau »), D. 774 de Franz Schubert.
- Production : Laurent Baudens, Didar Domehri et Gaël Nouaille
- Sociétés de production : FullHouse ; Maneki Films et Borsalino Productions (coproductions)
- Société de distribution : Ad Vitam Distribution
- Pays d'origine :  France
- Langue originale : français
- Format : couleur
- Genre : drame
- Durée : 97 minutes
- Dates de sortie :
  -  France : 26 août 2015 (Festival du film francophone d'Angoulême) ; 13 janvier 2016 (nationale)
  -  Belgique : 27 janvier 2016

## Distribution
- Finnegan Oldfield : Alex
- Marilyn Lima : George
- Lorenzo Lefebvre : Gabriel
- Daisy Broom : Laetitia
- Fred Hotier : Nikita
- Manuel Husson : Le père de Gabriel
- Olivia Lancelot : La mère de Gabriel
- Raphaël Porcheron : Le père de Laetitia
- Tatiana Werner : La mère de George
- Olivier Lefebvre : Le père de George
- Yolande Carsin : La professeur d'espagnol
- Eva Husson : La professeur de mathématiques
- Alexandre Perrier : Le professeur de chimie
- Patricia Husson : La mère d'Alex

## Production

### Tournage
Eva Husson tourne son premier long-métrage entre mi-août 2014 et début octobre 2014 à Biarritz dont la Grande Plage, à Biarritz et dans les Landes, avec le soutien du réalisateur danois Lars von Trier,.

## Accueil

### Festivals et sorties internationales
Après l'avoir projeté en compétition au Festival du film francophone d'Angoulême en fin août 2015, Bang Gang se lance dans les salles françaises à partir du 13 janvier 2016.

### Accueil critique
En plein Festival international du film de Toronto en septembre 2015, Romain Blondeau des Inrockuptibles voit en ce film « un chant exalté pour la furie adolescente, et l’un des plus désirables films issu du jeune cinéma français époque 2015 » et l'envoyée spéciale Isabelle Regnier du Monde souligne que « la réalisatrice exalte avec beaucoup d’intelligence et de talent la vitalité des corps et des esprits d’une jeunesse venue au monde sur les réseaux sociaux, baignée dans la culture porno ».
Lors de la sortie nationale, Pierre Vavasseur du Parisien prévient que « Bang Gang n'y va pas avec le dos de la cuillère sur les dérives d'adolescents. Sexe, drogue et amour à plusieurs. Punition vénérienne. Mais un vrai souffle sensuel et moderne. Un amour transgressif des corps ».
À l'inverse, Hugo-Pierre Gausserand pour Le Figaro résume comme suit sa perception du film : « Eva Husson a l'ambition d'avoir réalisé un film de génération qui déclenchera nécessairement des réactions violentes. Bang Gang est seulement un film prétentieux ».

## Distinctions

### Récompenses
- Festival de cinéma européen des Arcs 2015 :
  - Prix du Jury pour Eva Husson
  - Prix de la meilleure musique pour White Sea
  - Prix du Jury Jeune pour Eva Husson
  - Prix Cineuropa pour Eva Husson

### Nominations
- en compétition au Festival du film francophone d'Angoulême 2015